# 神在的地方：一個與雪同行的夏天
《神在的地方：一個與雪同行的夏天》（英文書名：A White Summer）是台灣作家陳德政第四部作品，出版於2021年，記述他跟隨台灣登山家呂忠翰與張元植遠征世界第二高峰K2的故事，榮獲2022年台北國際書展大獎非小說類首獎。

## 背景
陳德政原為搖滾青年，對山十分陌生，生活以家為原點，鮮少離開城市，山與自然遠在他視線之外，平時沒有接觸的機會，而音樂書寫也漸漸碰到關卡。2011年在富士音樂祭結識文化評論家詹偉雄，在他邀約下一同走入山林，開啟百岳之路，36歲那年赫然發覺台灣之美。

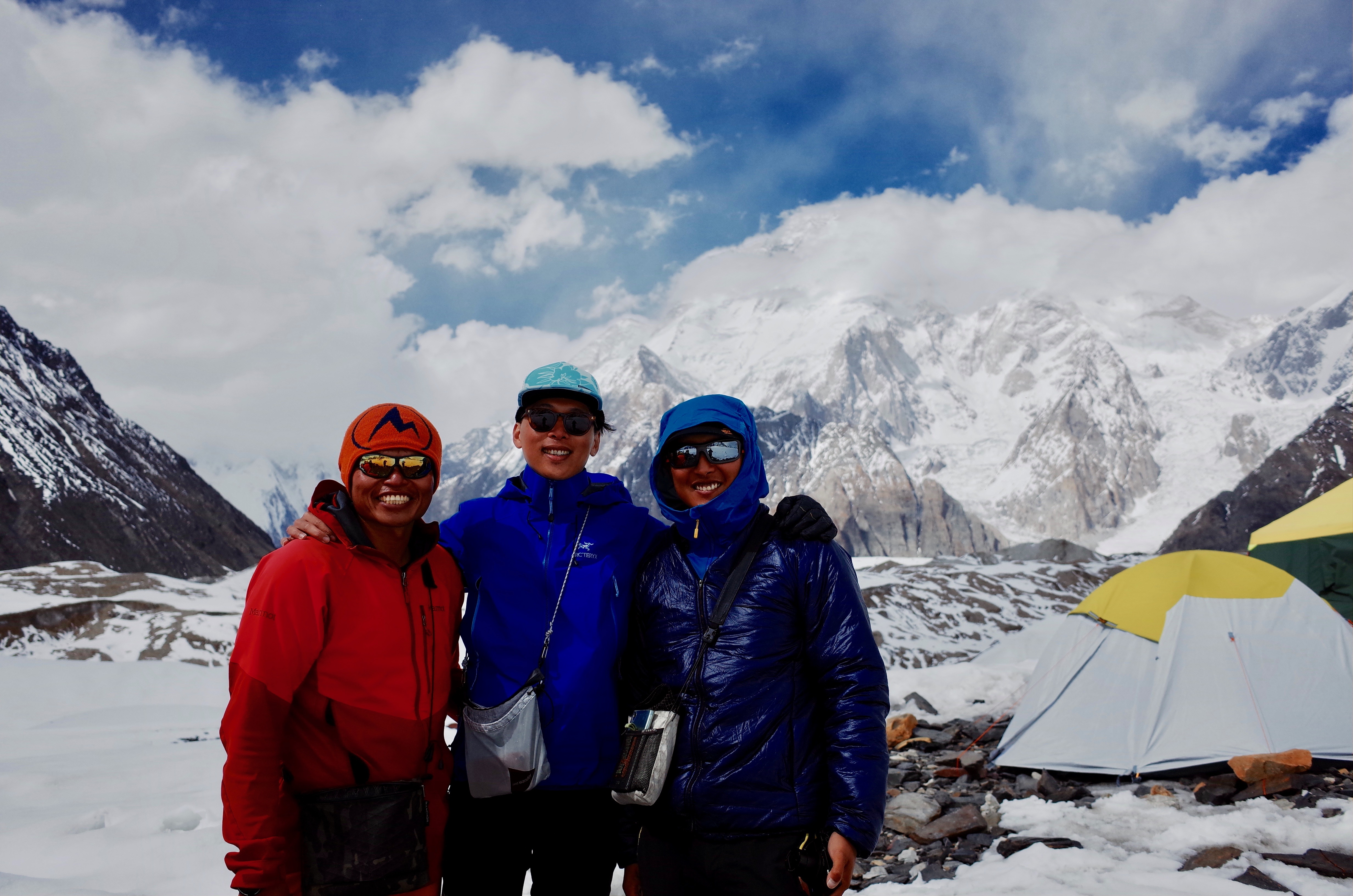
呂忠翰、陳德政、張元植在冰河匯流口協和廣場（Concordia）

2019年為應援登山家呂忠翰（阿果）與張元植挑戰海拔8611公尺、公認「地表最困難」的世界第二高峰K2，詹偉雄發起「K2 Project」募資與認識高山計畫，邀請陳德政加入，擔任隨隊報導者。三人在該年六月飛抵巴基斯坦，遠征歷時五十天，從最後一個有人的村落阿斯科里徒步至K2山腳，得走一百公里。
進山路費時九天，終抵海拔5000公尺的K2基地營，陳德政感受到走到世界盡頭的震撼，眼前所見是超乎過往在台灣的生命經驗與風景。他在氧氣濃度只剩海平面一半、日夜50度溫差的基地營駐紮了一個月，記錄兩名登山家的攀登過程，也面對自己內心的轉折。
最後因冰況不穩，隨時可能引發雪崩，台灣隊在8200公尺的瓶頸路段決定折返，並未成功攻頂。回國後陳德政挑戰全新創作領域，費時九個月完成《神在的地方》，並將此書獻給2018年底過世的爺爺陳冶秋先生。

## 書名
陳德政原為無神論者，家中沒有宗教信仰，原先想的是傳統旅行文學的書名。寫作過程他開始研究各種宗教裡的神，無形中覺得，以自己短暫淺薄的生命經驗，無法詮釋如此驚心動魄的遠征、那麼巨大的風景，需要一種更高的視角，幫他理解經歷過的那個世界。
攀登前基地營會舉辦祈福儀式，篤信藏傳佛教的雪巴人會祈求山神原諒，求山神放行，而一場發生在K2山腳的雪崩，滾落到距他不遠之處，讓他感受到比人更巨大的存在。
|  | 「這本書常常寫到神，我一直是個無神論者，但當你到了海拔5000多公尺的地方，很難不相信真的有個什麼。對我來說，這個神，不是任何宗教的神，而是秩序。」 |

那個至高無上的力量，宇宙萬物生生滅滅的循環過程，掌握最高權力的秩序，就是某種神的概念。他從一位無神論者轉變了對自然性靈的看法──「自然是神，時間是神。」

## 章節與設計

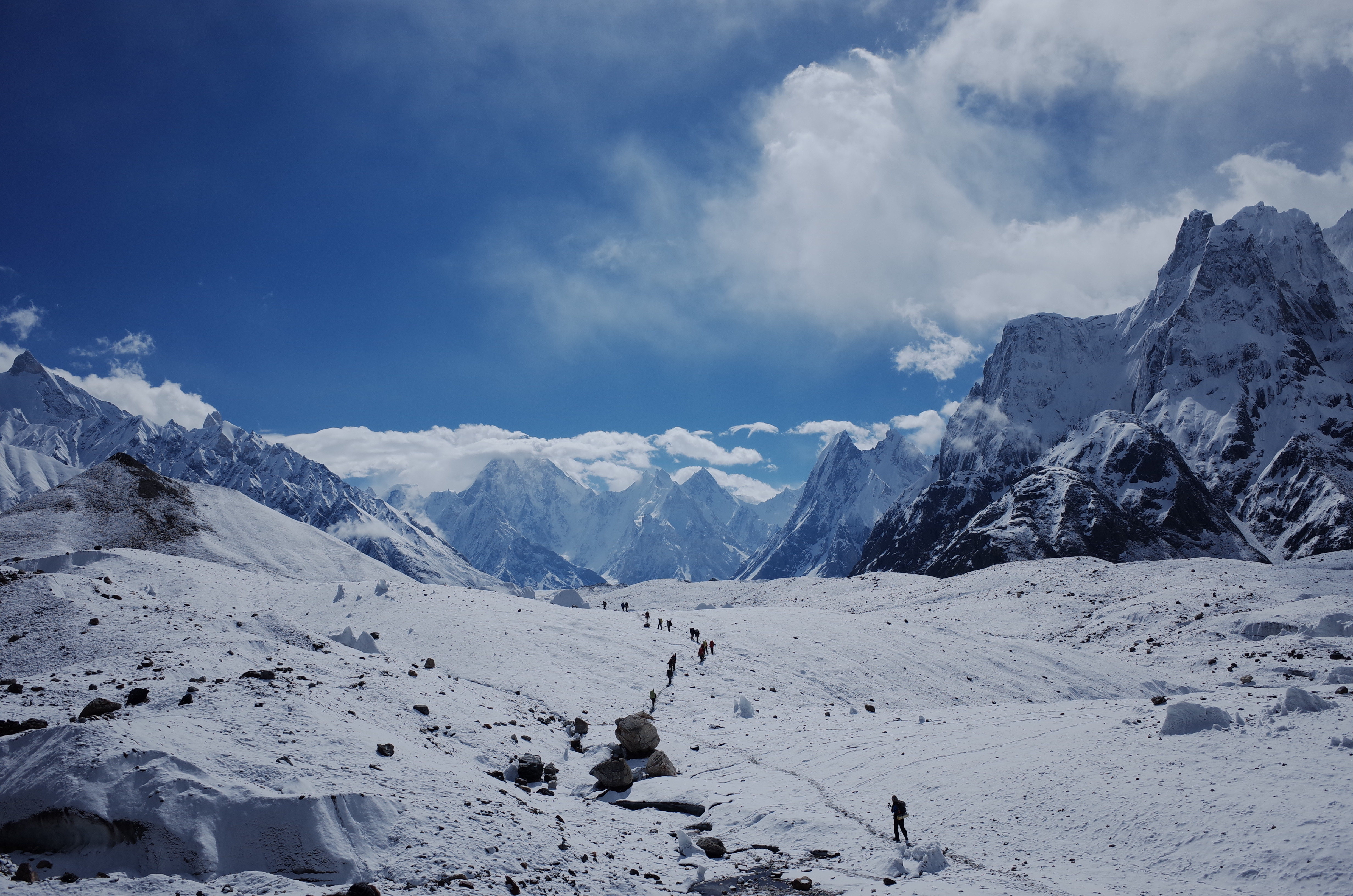
巴托羅冰河（Baltoro Glacier）

《神在的地方》分為十五章，扉頁引述英國探險家楊赫斯本爵士1887年由K2北側望見山體的描述：「眼前是一個近乎完美的錐體，擁有不可思議的高度，被閃閃發光的冰雪覆蓋著。這樣的畫面會在一個人心中留下永恆的印象，自然的偉大與驚奇，會永遠影響著一個人。」
此書裝幀由台灣設計師謝佳穎設計，外書封選用呂忠翰所攝，陳德政走向冰河匯流口協和廣場的照片。內書封選用陳德政在世界第十二高峰布羅德峰前拍攝的K2山體。

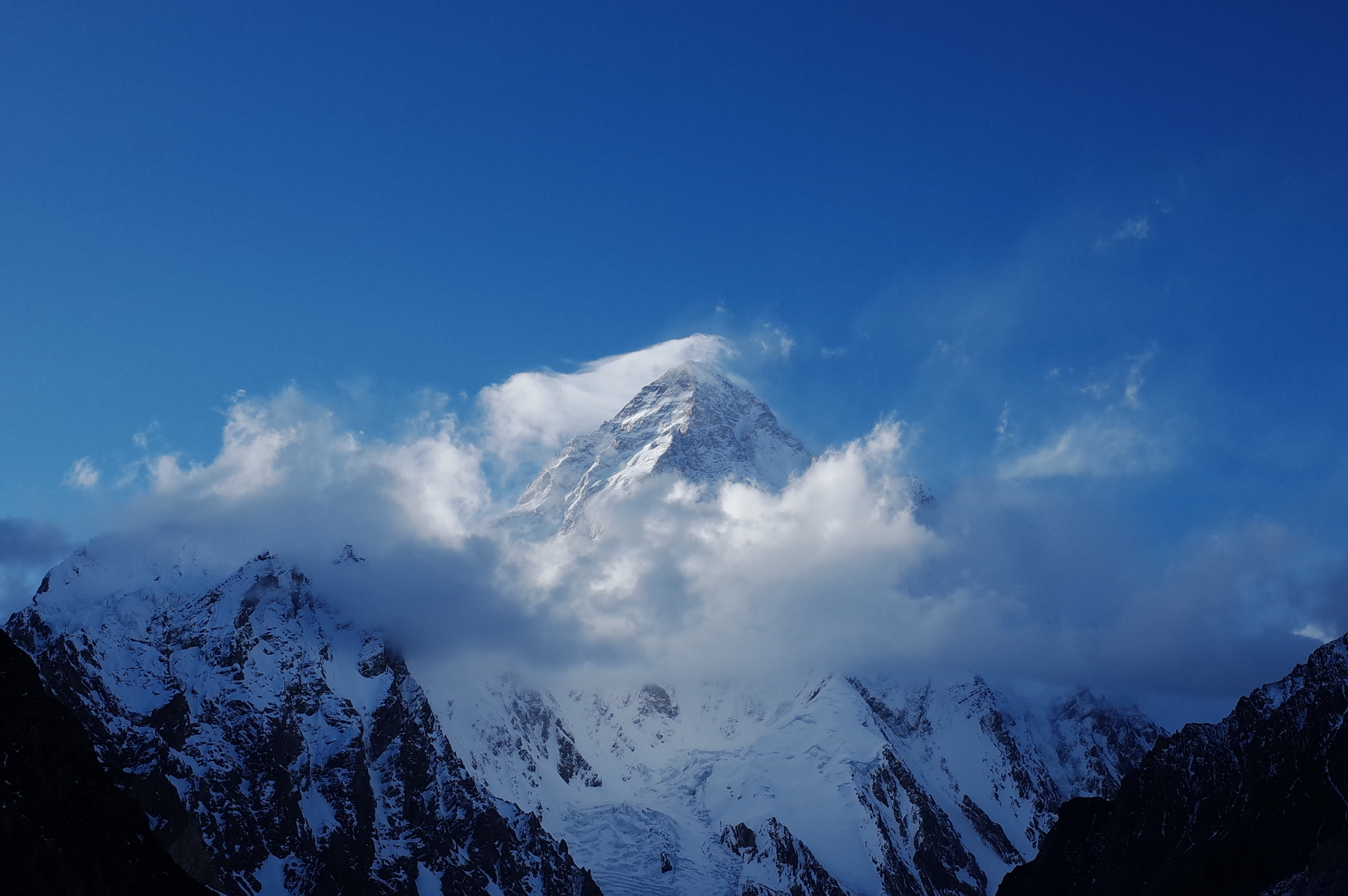
K2峰南壁

## 評價
台北國際書展大獎得獎理由為：「作者用自己的身體感官去逼近那黑色巨大的山體，若說書寫者的文字高度即是我們攀爬的高度，這本書帶著我們緩步進入了8200公尺高的海拔山域，那最接近神所在的地方。」
由詹宏志與中央書局發起的防疫線上說書計畫中，詹偉雄進一步指出：「《神在的地方》恰是一本只能走路的文學，而且他走的路還不是普通的路，是充滿了自然魔幻的一條路。這雖是一本手記，但你讀完會發覺它其實又是一本傳記，這個出發前的作者，到回來寫下這本書的作者，已經是不一樣的兩個人。這可能是這十幾二十年來，台灣目前僅有，或者是最好的山岳文學。」
登山家、作家徐如林在《聯合文學》的書評〈踏進神的世界〉裡寫道：「對神人級的攀登隊員來說，高山稀薄的空氣與冰雪地的行進，都是稀鬆平常的事。然而身為凡人的作者，卻受到劇烈的震撼教育：面對雪崩的驚懼、極度的乾燥寒冷、日夜溫差，耗盡體力的地形，留守營地的孤寂，以及，在連夜長途跋涉，身心俱疲的清晨，藉著遙望群峰漸次甦醒，短暫的感受到充塞宇宙的神性時刻……這樣的體驗，讓同樣身為凡人的讀者，藉著他誠懇的文字，感同身受了。」
作家高翊峰形容：「陳德政走到了台灣寫作者最靠近K2的基地營，這段前往喀喇崑崙山區的路途，作者寫下了自己的K2，也描繪了心中那座書寫的大山。」
《聯合報》書評〈此山有神〉中，作者陳姵穎寫道：「陳德政用優美精煉的文字，將海拔五千米乃至於八千米的景物帶至地平線，描摹恢弘地景、援引歷史文獻之際，穿插其生命之流及自我探問，更鑿刻兩位登山家堅定中偶有焦慮惶惑的步伐。一場遠征畫下句點，台灣的攀登史翻過新頁，作家的生命亦然。」
《自由時報》書評為：「陳德政以九個月寫就《神在的地方》，示現阿果和元植與山協商討教的過程，如何看待山友遇難消息，面對風險、探索未知的追求，距峰頂四百公尺選擇撤離的決定，以及作者在冰雪岩構成的黑白世界走一遭，體悟「自然是神，時間是神」，那是見證者的柔韌與虔誠。」
此書獲得詹偉雄、呂忠翰、張元植、楊大正、鄭麗君、劉克襄、鄭宗龍、劉梓潔聯名推薦，獲選2021年三月博客來選書、金石堂推薦書，上市後登上誠品書店暢銷榜華文創作類第五名，並入選2021年博客來華文創作類年度百大。

## 外部連結
- 〈雪崩〉試閱（聯合副刊） （页面存档备份，存于）
- 〈協和廣場〉試閱（關鍵評論） （页面存档备份，存于）
- 〈最長的一日〉上 試閱（中時人間副刊） （页面存档备份，存于）
- 〈最長的一日〉中 試閱（BIOSmonthly） （页面存档备份，存于）
- 〈翻越埡口〉影片 （页面存档备份，存于）
- K2 Project （页面存档备份，存于）
- 防疫線上說書：詹偉雄談《神在的地方》 （页面存档备份，存于）